# Hellering-lès-Fénétrange
Hellering-lès-Fénétrange è un comune francese di 203 abitanti situato nel dipartimento della Mosella nella regione del Grand Est.

## Società

### Evoluzione demografica
Abitanti censiti